# Shoichi Nishimura
Shoichi Nishimura (西邑 昌一 Nishimura Shōichi?,  1912 en Hyōgo, Imperio del Japón - 22 de marzo de 1998 en Akashi, Hyōgo, Japón) fue un futbolista japonés que se desempeñaba como delantero.
En 1934, Nishimura jugó 2 veces para la selección de fútbol de Japón. Fue elegido para integrar la selección nacional de Japón para los Juegos Olímpicos de Verano de 1936.

## Trayectoria

### Clubes
| Club          | País  | Año  |
| ------------- | ----- | ---- |
| Kwangaku Club | Japón | ???? |

### Selección nacional
| Selección | País  | Año  |
| --------- | ----- | ---- |
| Absoluta  | Japón | 1934 |

## Estadística de equipo nacional
| Selección de Japón | Selección de Japón | Selección de Japón |
| Año                | Part.              | Goles              |
| ------------------ | ------------------ | ------------------ |
| 1934               | 2                  | 1                  |
| Total              | 2                  | 1                  |

## Palmarés

### Títulos nacionales
| Título             | Club          | País  | Año  |
| ------------------ | ------------- | ----- | ---- |
| Copa del Emperador | Kwangaku Club | Japón | 1930 |